# Agoard et Agilbert de Créteil
Pour les articles homonymes, voir Aglibert.
Saints Agoard et Aglibert sont deux convertis au christianisme, sans doute d'origine germanique, qui sont morts martyrs à Créteil vers 400. D’autres sources datent leur exécution au VIIe ou VIIIe siècle,.

## Tradition et légende
Leur légende hagiographique est citée vers 865 dans le martyrologe du moine bénédictin Usuard. Selon ce texte, remis en cause par des spécialistes pour sa valeur historique concernant le haut Moyen Âge, Agoard et Agilbert résidaient à Créteil près de Paris. Nouvellement baptisés et remplis de zèle, ils ne tardèrent pas à renverser les statues du temple romain. Averti, le préfet envoya un juge qui leur demanda de faire amende honorable en effectuant des sacrifices aux divinités. Pour avoir refusé, ils furent passés au fil de l’épée vers l'an 400 avec d'autres, membres des familles et croyants. Au début du XXe siècle, une croix marquait encore l'endroit que la tradition tient pour le lieu du martyre. Quelques chrétiens échappés du massacre recueillirent leur corps et les cachèrent.
L'hagiographe Alban Butler a écrit dans son ouvrage Vie des pères, martyrs et autres principaux saints (1784) : 

« Saint Agoard, et saint Aglibert, martyrs au diocèse de Paris :
 
Ces deux saints étaient étrangers & venaient des bords du Rhin, mais qui étaient établis dans le village de Créteil, qui est à deux lieues de Paris. Ils furent convertis à la foi, ainsi que plusieurs autres, par les prédicateurs apostoliques Altin et Eodald. Ayant renversé un temple païen, ils furent mis à mort avec une troupe de chrétiens, par ordre du gouverneur idolâtre ; d'autres disent que ce sont les Vandales, On place leur martyr vers l'an 400. On éleva depuis une église sur leur tombeau ; & leurs reliques s'y gardent encore dans deux châsses. Ils sont nommés sous le 24 juin dans les Martyrologes ; mais leur fête ne se fait que le 25 du même mois à Créteil, & dans tout le diocèse de Paris. Voir Baillet, le Bœuf, & le nouveau bréviaire de Paris. »

— Vie des pères, martyrs et autres principaux saints, p. 519-520.

## Vénération

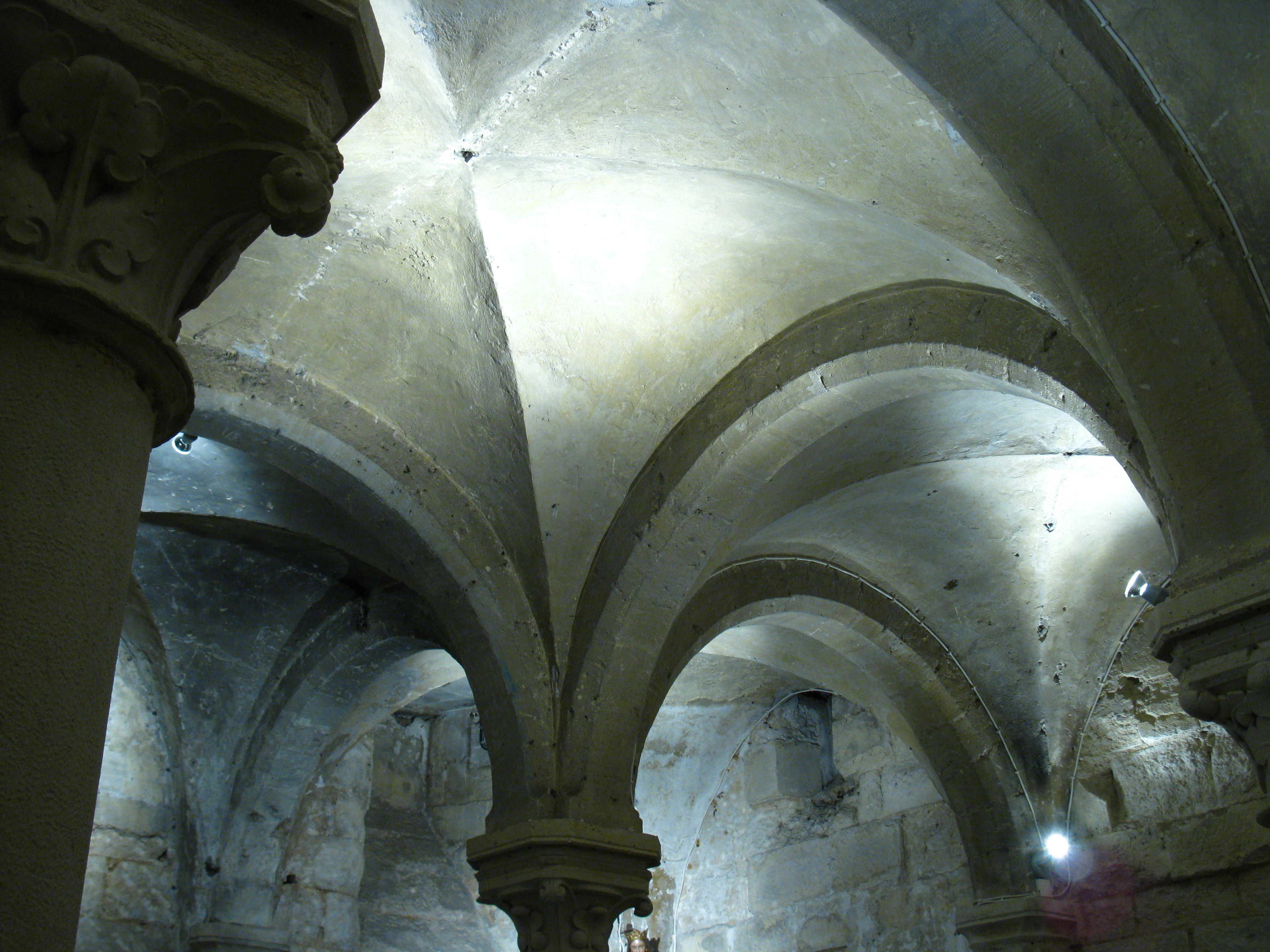
Crypte de l'église Saint-Christophe de Créteil.

Après leur mort, des processions en leur honneur se déroulent les 24 et 25 juin, et on vient prier leurs reliques. Sous les Mérovingiens une église est érigée pour les abriter, et des pèlerins en route pour Saint-Jacques-de-Compostelle viennent s'y recueillir. Des indulgences sont proposées par le pape Clément VII en 1379 pour qui se rend en pèlerinage à Créteil. Une confrérie est créée en 1672, abandonnée à la Révolution puis réinstaurée après le Concordat. De même, un sarcophage, commandé en 1692, est refait à l’identique en 1804.      
Les reliques des deux saints martyrs se trouvent depuis 1979 dans la crypte de l'église Saint-Christophe de Créteil. L'artiste Henry Lerolle a peint une fresque qui les représente dans cette église en 1874. Des fragments de reliques ont aussi été insérés dans l'autel de la cathédrale Notre-Dame de Créteil en 2003. 
Les saints Agoard et Aglibert sont fêtés localement le 24 juin comme inscrits au Martyrologe romain.